# Diocesi di Vicenza

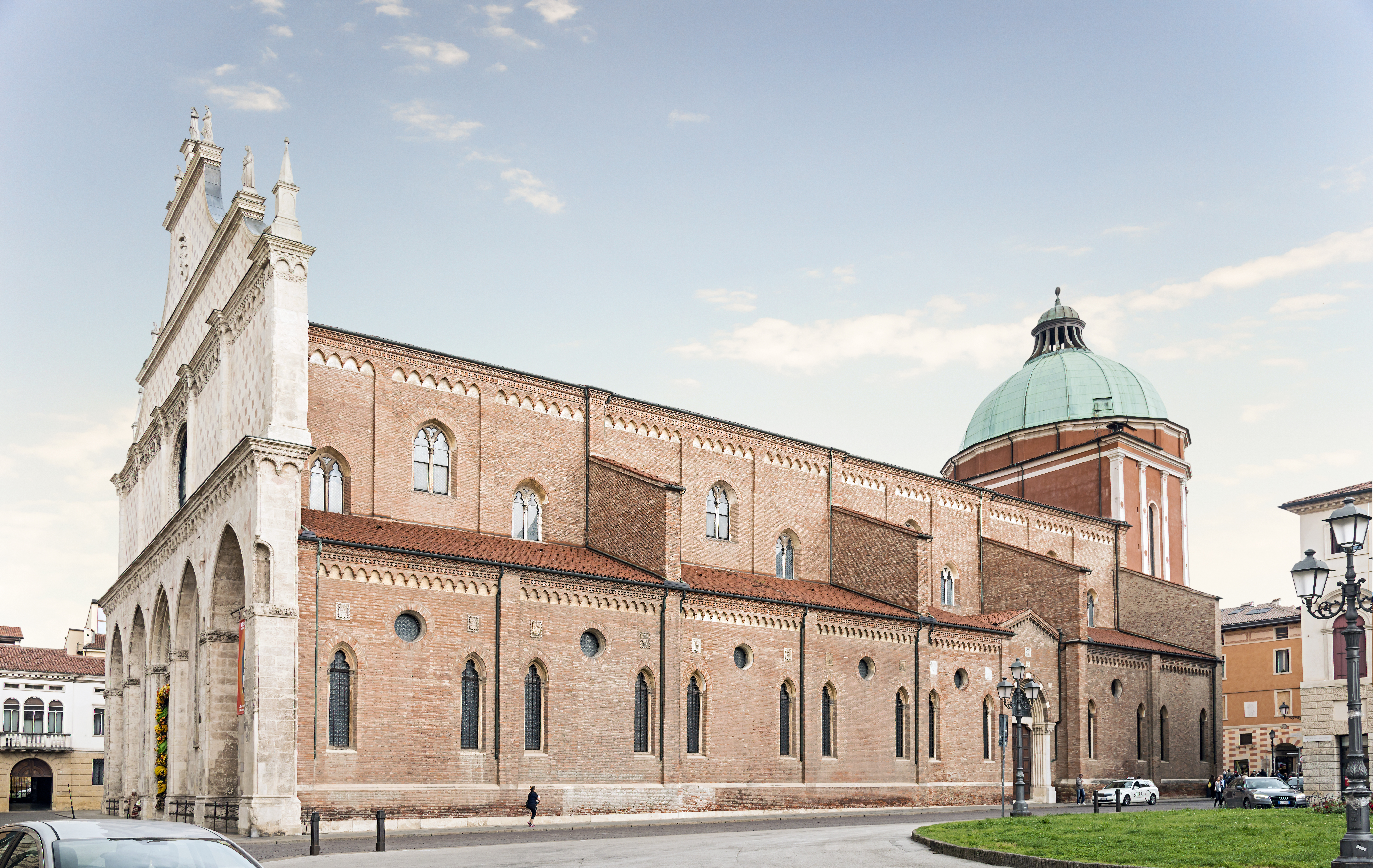
La cattedrale nel lato di piazza Duomo.

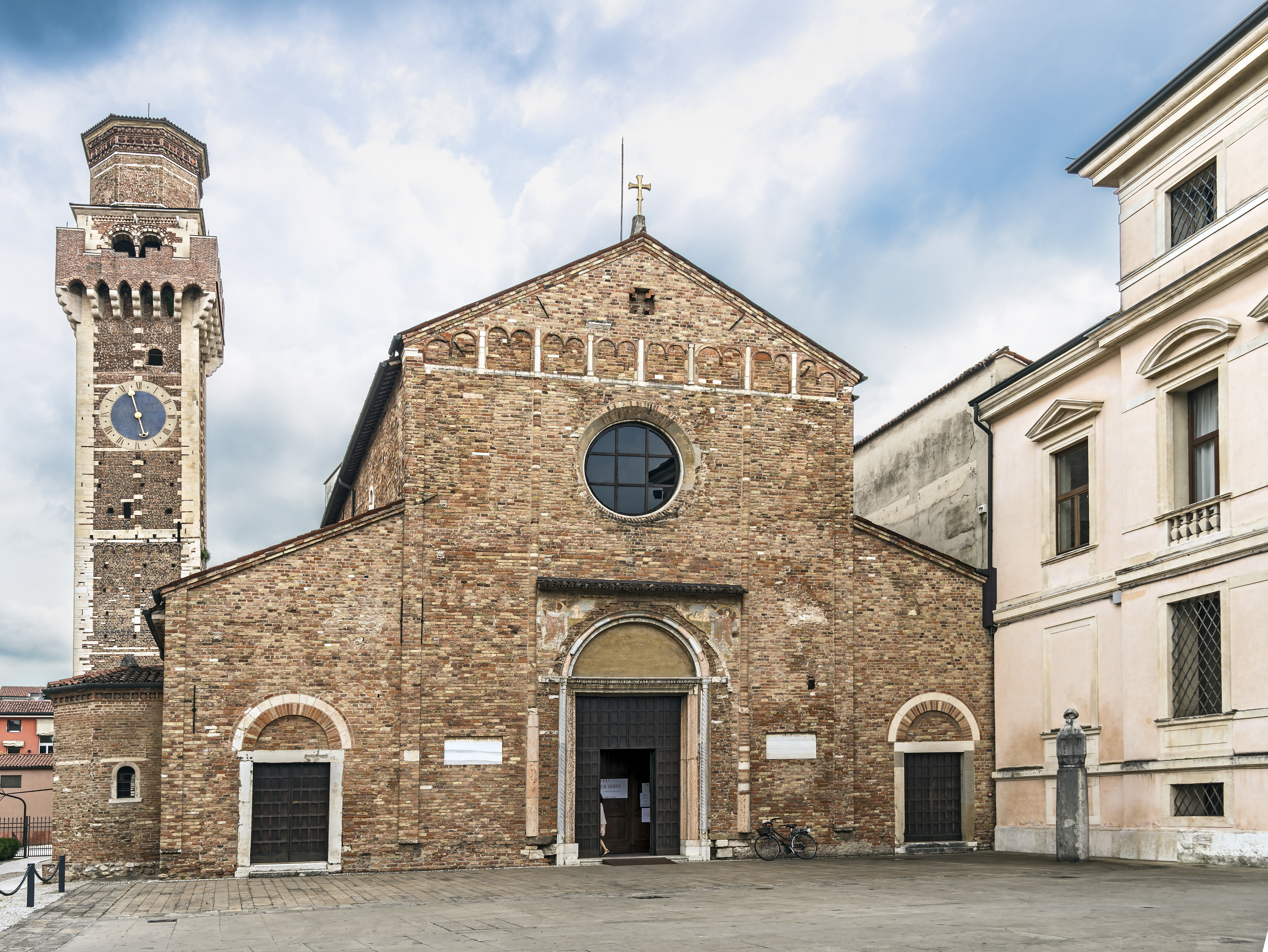
La basilica dei Santi Felice e Fortunato, ricostruita sulla primitiva chiesa di fine del IV secolo.

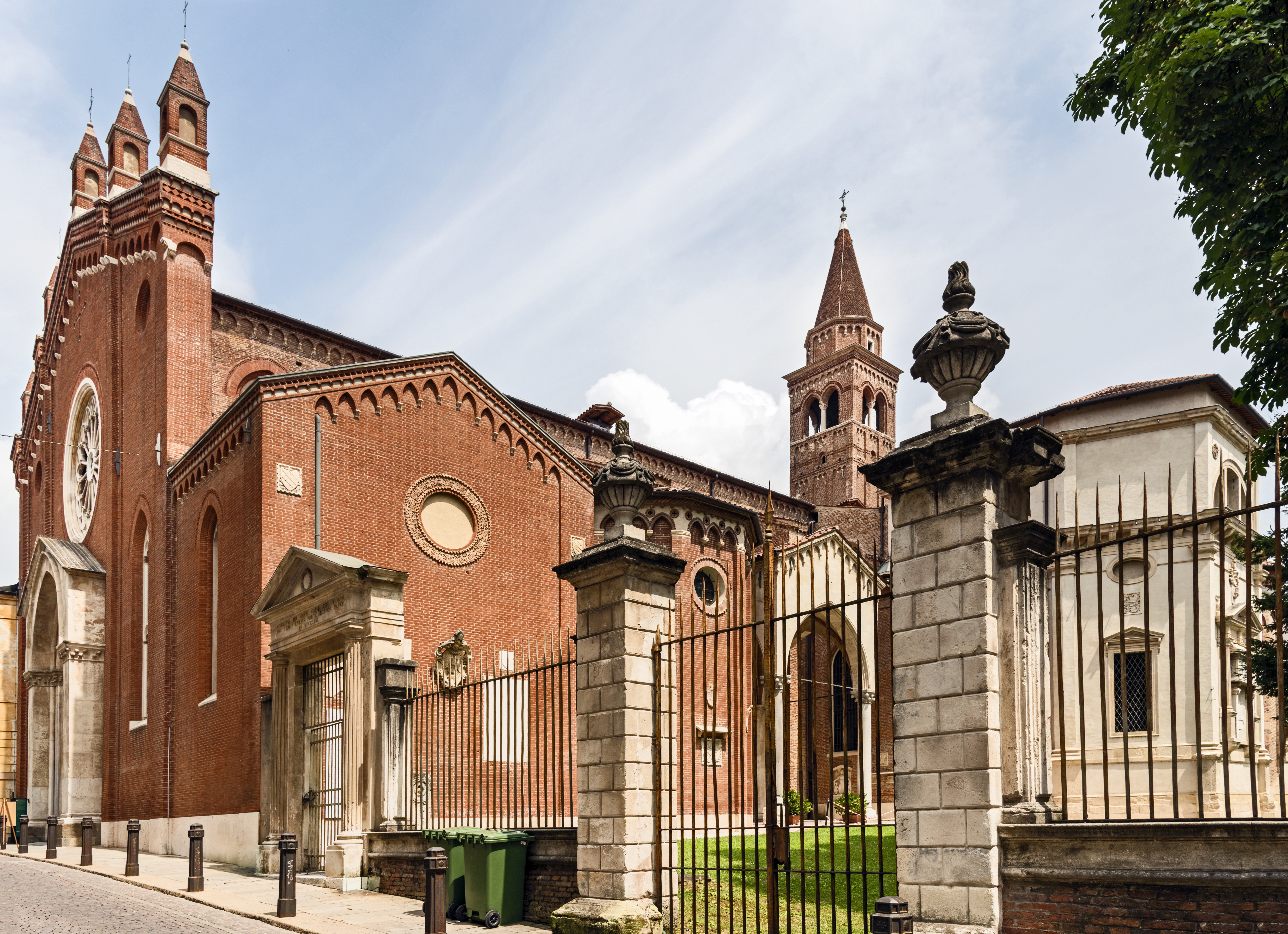
La chiesa di Santa Corona fatta costruire nel 1261 dal Comune di Vicenza per ospitare una reliquia portata dal vescovo Bartolomeo di Breganze.

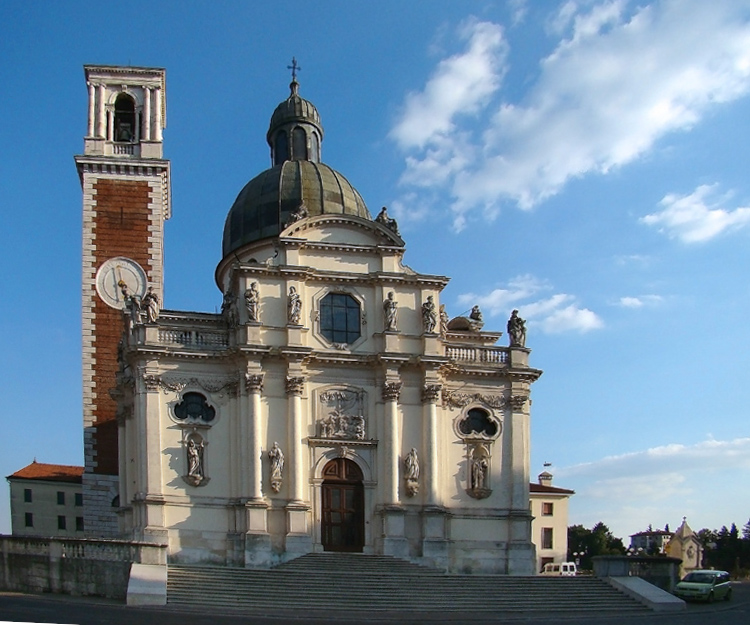
Il santuario di Monte Berico, santuario dedicato alla Madonna patrona della diocesi.

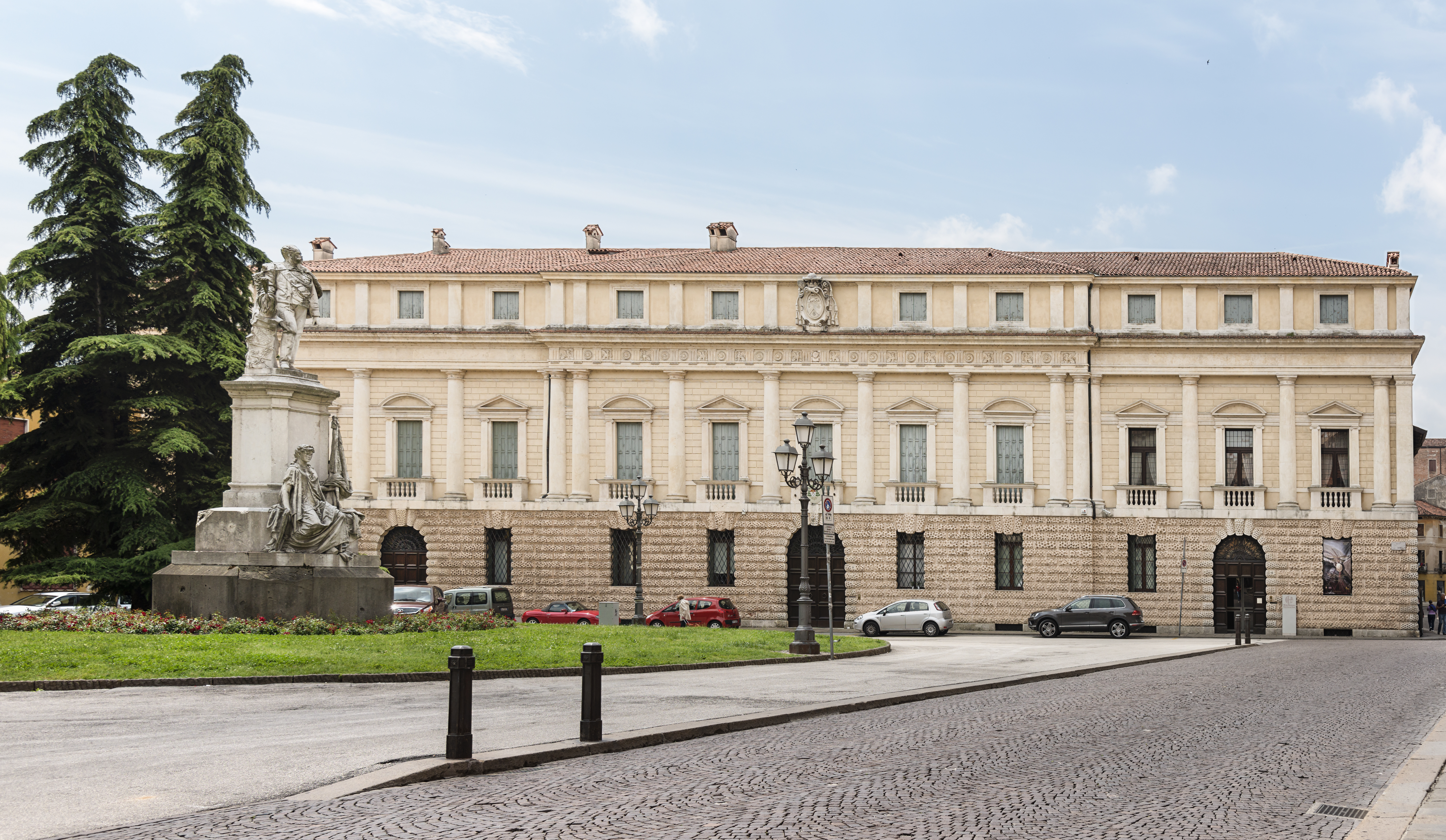
Il palazzo del vescovado; a destra l'ingresso del museo diocesano.

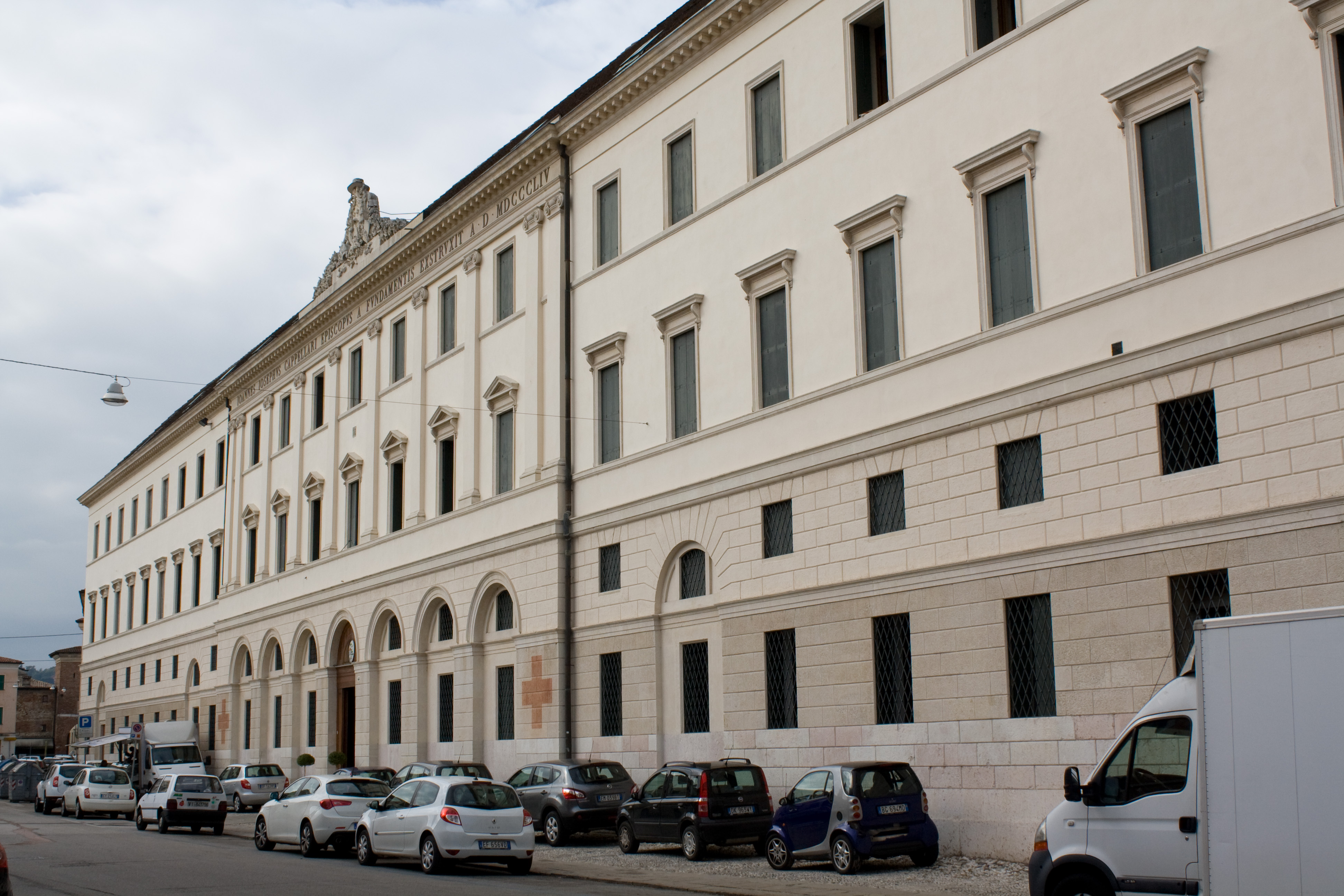
Il seminario vescovile, costruito nella prima metà dell'Ottocento. Oggi Centro diocesano "Mons. Arnoldo Onisto".

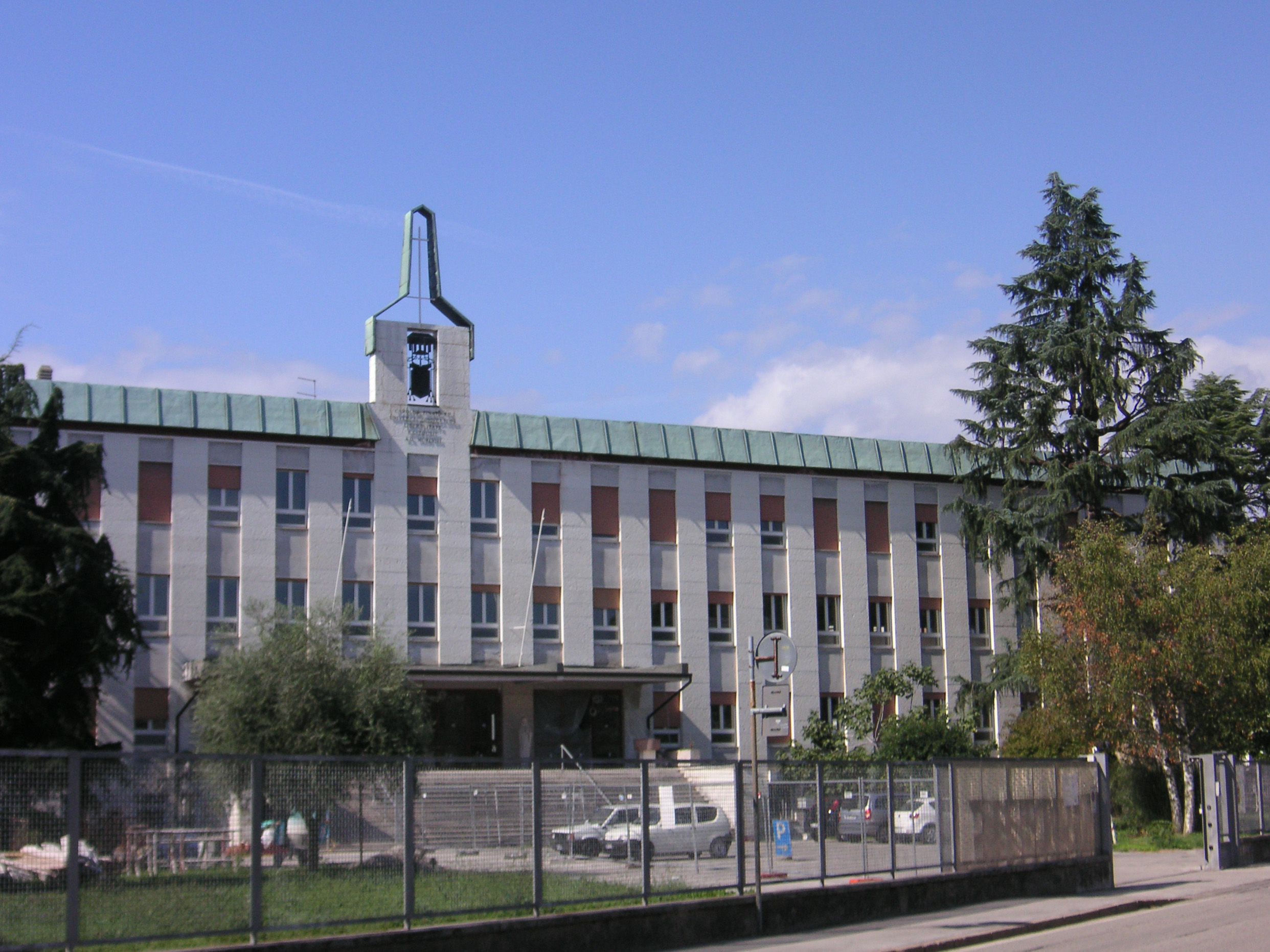
L'ex edificio del Seminario minore fatto costruire negli anni '50 dal vescovo Carlo Zinato.

La diocesi di Vicenza (in latino Dioecesis Vicentina) è una sede della Chiesa cattolica in Italia suffraganea del patriarcato di Venezia appartenente alla regione ecclesiastica Triveneto. Nel 2023 contava 769.000 battezzati su 839.974 abitanti. È retta dal vescovo Giuliano Brugnotto.

## Territorio
La diocesi berica comprende 
- I comuni della provincia di Vicenza, con l'esclusione dell'altopiano di Asiago e di una parte di territorio tra i comuni di Thiene e Marostica (che fanno capo alla diocesi di Padova) e del comune di Mussolente (già in diocesi di Belluno, dal 1818 in diocesi di Treviso).
- In provincia di Padova i comuni di Campodoro, Carmignano di Brenta, Cittadella (solo le frazioni di Facca e Santa Croce Bigolina con le loro parrocchie e la località Valliera, che è compresa nella parrocchia di Fontaniva), Fontaniva, Gazzo Padovano, Grantorto, Piazzola sul Brenta, San Giorgio in Bosco e San Pietro in Gu.
- In provincia di Verona i comuni di Arcole, Cologna Veneta, Montecchia di Crosara, Monteforte d'Alpone (frazioni Costalunga e Brognoligo), Pressana[2], Roncà, Roveredo di Guà, San Bonifacio, San Giovanni Ilarione, Veronella e Zimella.

Confina a nord, est e sud con la diocesi di Padova e ad ovest con la diocesi di Verona e con l'arcidiocesi di Trento.
Sede vescovile è la città di Vicenza, dove si trova la cattedrale di Santa Maria Annunciata. Nella stessa città, sull'omonimo colle, sorge la basilica minore e santuario della Madonna di Monte Berico.

### Parrocchie e vicariati
Il territorio si estende su 2.200 km² ed è suddiviso in 355 parrocchie, raggruppate in 14 vicariati:
- Vicariato Urbano - sede a Vicenza, con 51 parrocchie
- Vicariato di Arsiero-Schio - sede ad Arsiero, con 35 parrocchie
- Vicariato di Bassano del Grappa-Rosà - sede a Bassano del Grappa, con 24 parrocchie
- Vicariato di Camisano Vicentino - sede a Camisano Vicentino, con 17 parrocchie
- Vicariato di Castelnovo-Malo - sede a Castelnovo di Isola Vicentina, 23 parrocchie
- Vicariato di Cologna Veneta-Montecchia di Crosara-San Bonifacio - sede a Cologna Veneta (VR), 34 parrocchie
- Vicariato di Dueville-Sandrigo - sede a Dueville, 23 parrocchie
- Vicariato di Fontaniva-Piazzola sul Brenta - sede a Fontaniva (PD), 16 parrocchie
- Vicariato di Lonigo - sede a Lonigo, 20 parrocchie
- Vicariato di Marostica - sede a Marostica, 15 parrocchie
- Vicariato di Montecchio - sede a Montecchio Maggiore, 17 parrocchie
- Vicariato di Noventa Vicentina-Riviera Berica - sede a Noventa Vicentina, 30 parrocchie
- Vicariato della Valchiampo - sede a Chiampo, 22 parrocchie
- Vicariato di Valdagno - sede a Valdagno, 28 parrocchie

## Storia

### Epoca antica e medievale
La presenza di una fiorente comunità cristiana a Vicenza e la contemporanea costruzione verso la fine del IV secolo di due chiese, una fuori delle mura - ove ora sorge la basilica dei Santi Felice e Fortunato - e una all'interno della città - l'attuale cattedrale di Santa Maria Annunciata - è dimostrata da importanti reperti archeologici, rinvenuti presso i due siti.
Questo ha portato alcuni storiografi locali a ritenere che già a quel tempo o all'inizio del secolo successivo questa comunità fosse organizzata in diocesi. Altri invece, argomentando dal fatto che nessun documento scritto sia stato rinvenuto sulla presenza di un vescovo a Vicenza prima del 590 - data alla quale si riferisce Paolo Diacono per registrare la presenza di Oronzo al sinodo di Marano, mentre mai si parla di vescovi vicentini nei documenti di sinodi precedenti - ritengono che la diocesi sia stata costituita solo dopo la creazione del Ducato longobardo. Fino a quel momento la comunità di Vicenza avrebbe fatto riferimento al vescovo di Padova, che rimase per circa 35 anni ancora sotto il dominio bizantino.
Come gli altri vescovi dell'Austria longobarda, anche Oronzio e i suoi successori aderirono allo scisma tricapitolino fino al sinodo di Pavia del 698, convocato dal cattolico re Cuniperto, in cui i vescovi cattolici e tricapitolini ricomposero "nello spirito di Calcedonia" la loro comunione dottrinaria e gerarchica. A partire dal VII secolo, la sede vescovile fu sempre quella urbana della Cattedrale di Santa Maria Annunciata.
Durante il Regno dei Longobardi l'ambito della diocesi coincideva sostanzialmente con quello del Ducato di Vicenza, compresi i territori della diocesi di Padova rimasti nel 569 fuori dalla sovranità bizantina, ovvero l'area posta alla sinistra del Brenta (attuali Cittadella, Piazzola, Limena, Selvazzano, Teolo e Lozzo) e una parte del basso veronese (attuali San Bonifacio, Arcole, Veronella, Cologna Veneta e Pressana).
Successivamente, l'estensione e i confini della diocesi si delinearono a mano a mano che gli imperatori attribuivano ai vescovi giurisdizioni e diritti signorili. Subirono numerose modifiche già prima dell'anno Mille. Con l'istituzione dell'Impero carolingio la diocesi di Padova riottenne una parte dei territori, a scapito delle sedi confinanti. Nel 917 l'imperatore Berengario I trasferì da Vicenza a Padova tutta la regione prealpina compresa tra l'Astico e il Brenta e la sottostante zona pedemontana tra Thiene e Marostica. Per compensarla di queste mutilazioni, a Vicenza fu successivamente assegnata la zona di Bassano, già parte della soppressa diocesi di Asolo. Nonostante le ulteriori modificazioni territoriali avvenute in ambito civile nel corso dei secoli successivi, questo assetto dal punto di vista ecclesiastico fu mantenuto sino ai primi dell'Ottocento.
Nella seconda metà del XII secolo sedette sulla cattedra vicentina il beato Giovanni Cacciafronte, ucciso dai suoi vassalli; nel XIII secolo resse la diocesi il beato domenicano Bartolomeo di Breganze, rientrato da Parigi nel 1260 portando la reliquia di una spina della corona di Cristo che lo stesso Bartolomeo aveva avuto in dono dal re di Francia Luigi IX. Per dare una degna sistemazione alla preziosa reliquia, il Comune di Vicenza decise l'edificazione della chiesa di Santa Corona.
Fino al XIII secolo la cattedrale fu l'unica parrocchia della città, ma in questo secolo il privilegio di amministrare i sacramenti fu condiviso con altre chiese urbane, che erano sorte verso l'XI secolo con funzioni di cappelle. Inizialmente vi si celebrava solo l'eucaristia, ma non i battesimi. Un ruolo nel decentramento delle funzioni parrocchiali lo ebbero anche le chiese affidate agli ordini religiosi, meno vincolati al potere vescovile.

### Epoca moderna e contemporanea
Nella prima metà del XV secolo in seguito a due apparizioni mariane fu costruito il Santuario di Monte Berico: la Madonna di Monte Berico è la patrona principale della città e della diocesi di Vicenza.
Il 30 agosto 1464 il vescovo di Vicenza Pietro Barbo fu eletto papa con il nome di Paolo II.
Nella prima metà del XVI secolo la diocesi fu data in commenda a numerosi amministratori apostolici.
Il seminario diocesano fu istituito nel 1566, durante l'episcopato di Matteo Priuli.
Da sempre parte della provincia ecclesiastica di Aquileia, con la soppressione di quest'ultima, il 19 gennaio 1753, in forza della bolla Suprema dispositione di papa Benedetto XIV, la diocesi di Vicenza divenne suffraganea dell'arcidiocesi di Udine, nuova sede metropolitana per quella parte dell'antico patriarcato che si trovava nel territorio della Serenissima.
Al periodo della Restaurazione risale la bolla De salute Dominici gregis di papa Pio VII, pubblicata il 1º maggio 1818, con la quale le diocesi del Triveneto subirono una profonda riorganizzazione. Vicenza perse così il vicariato di Cittadella (escluse le parrocchie di Paviola, San Giorgio in Bosco, San Giorgio in Brenta, Lobia, Santa Croce Bigolina) e la parrocchia di Selvazzano che passarono a Padova; viceversa, acquisì da quest'ultima i vicariati di Marostica e Breganze. Al contempo, Udine fu retrocessa a semplice diocesi e Vicenza divenne suffraganea del patriarcato di Venezia.
Tra la fine del XIX secolo e l'inizio del XX secolo la diocesi ebbe la presenza di esempi di santità: un vescovo, san Giovanni Antonio Farina, e varie religiose: santa Giuseppina Bakhita, santa Maria Bertilla Boscardin, la beata Eurosia Fabris Barban e la serva di Dio Giovanna Meneghini.
Nel 1945 il vescovo Carlo Zinato fonda il settimanale diocesano La Voce dei Berici.
L'11 gennaio 1978, con la lettera apostolica Quoniam beatissima, papa Paolo VI ha confermato la Beata Maria Vergine del Monte Berico patrona principale della città e della diocesi.
Il 7 e 8 settembre 1991, in occasione della festa della santa patrona, Vicenza ha accolto papa Giovanni Paolo II in visita pastorale: è stata la prima volta di un papa in terra berica.
L'8 novembre 2005 per la prima volta è stata celebrata una beatificazione nel territorio diocesano: si tratta di Eurosia Fabris Barban, proclamata beata nella cattedrale di Vicenza.
L'8 agosto 2014 ha acquisito la parrocchia di Caselle di Pressana dalla diocesi di Verona, e il 22 maggio 2024 quella di Mure di Colceresa dalla diocesi di Padova.

## Missioni diocesane
La diocesi di Vicenza è presente con propri missionari fidei donum nei seguenti Paesi:
- Brasile (dal 1966), attualmente nell'arcidiocesi di Goiânia e nelle diocesi di Luziânia e Roraima;
- Mozambico (dal 2017), attualmente nell'arcidiocesi di Beira;
- Ecuador (dal 1999), attualmente nell'arcidiocesi di Quito;

La Chiesa di Vicenza ha inoltre avviato la missione triveneta in Thailandia, nel 1997. I missionari operano nella diocesi di Chiang Mai.

## Cronotassi dei vescovi
Si omettono i periodi di sede vacante non superiori ai 2 anni o non storicamente accertati.
- Oronzio † (prima del 589 - dopo il 591)
- Attaldo † (menzionato nel 616)
- Andrea I † (menzionato nel 680)
- Pietro † (circa 700/725)
- Feliciano † (circa 809)
- Reginaldo † (menzionato nell'813)[14]
- Andrea II † (menzionato nell'820)
- Franco † (menzionato nell'827)
- Stefano †[15]
- Aicardo † (prima dell'880 - dopo l'881)
- Vitale † (prima del 901 - dopo il 915/924)
- Giraldo (Ambrogio?) † (menzionato nel 956)[16]
- Rodolfo † (prima del 967 - dopo il 977 o 983)[17]
- Lamberto † (985 ? - 997)[18]
- Girolamo † (circa 998/1000 - circa 1013 deposto)[19]
- Tedaldo (o Teobaldo) † (prima del 5 maggio 1013 - dopo il 1027)[20]
- Astolfo † (prima del 1028/1031 - dopo il 1050)[21]
- Liudigerio † (prima del 1060/1061 - circa 1072/1073 deceduto)[22]
- Didalo o Didaldo † (menzionato il 25 giugno 1080)
- Ezzelino † (prima del 20 luglio 1081 - dopo il 1104)
- Torengo † (prima del 1108/1112 - dopo il 1117)
- Enrico † (prima del 1123 - dopo il 1131)
- Lotario † (prima del 1134 - dopo il 1154)
- Umberto I † (prima del 1158 - dopo il 1161 ?)
- Ariberto † (prima del 1164 - fine 1177 o 1179 deceduto)
- Beato Giovanni de Surdis Cacciafronte, O.S.B. † (prima dell'11 agosto 1179 - 16 marzo 1184 deceduto)
- Pistore, O.E.S.A. † (prima del 19 ottobre 1184 - 10 luglio 1200 deceduto)[23]
- Uberto II † (prima del 1204 - 1212 deposto)
  - Niccolò Maltraversi † (8 aprile 1212 - 1219 dimesso) (amministratore apostolico)
- Zilberto o Gilberto † (3 giugno 1219 - 1227 deceduto)
- Giacomo † (1227 - ?)
- Manfredo dei Pii † (1233 - 30 agosto 1255 deceduto)
- Beato Bartolomeo da Breganze, O.P. † (18 dicembre 1255 - novembre 1270 deceduto)[24]
- Bernardo Nicelli † (1271 - 28 ottobre 1286 deceduto)[25]
- Pietro Saraceni, O.P. † (14 febbraio 1287 - prima del 17 luglio 1295 deceduto)[26]
- Andrea de' Mozzi † (13 settembre 1295 - 28 aprile 1296 deceduto)[27]
- Beato Rinaldo da Concorezzo † (13 ottobre 1296 - 19 novembre 1303 nominato arcivescovo di Ravenna)
- Altigrado Cattaneo † (9 dicembre 1303 - 1º ottobre 1314 deceduto)
- Sperandio (Sperendeus), O.S.B. † (1315 - 1321 deceduto)[28]
- Francesco Temprarini, O.S.B. † (13 novembre 1321 - 1333/1335 deceduto)[29]
- Biagio da Leonessa, O.F.M. † (9 giugno 1337 - 1345 deposto)[30]
- Egidio de' Boni da Cortona, O.E.S.A. † (7 gennaio 1348 - agosto 1361 deceduto)[31]
- Giovanni de' Surdis † (10 febbraio 1363 - 10 luglio 1386 deceduto)[32]
- Nicolò da Verona † (9 marzo 1387 - 1387 deceduto)[33]
- Pietro Filargo, O.F.M. † (23 gennaio 1388 - 18 settembre 1389 nominato vescovo di Novara)[34]
- Giorgio de Tortis? † (1389 - 27 aprile 1390 deceduto)[35]
- Giovanni da Castiglione † (16 dicembre 1390 - 31 luglio 1409 deceduto)[36]
- Pietro Emiliani † (12 agosto 1409 - 4 maggio 1433 deceduto)
- Francesco Malipiero, O.S.B. † (12 maggio 1433 - 8 giugno 1451 deceduto)
- Pietro Barbo † (16 giugno 1451 - 30 agosto 1464 eletto papa con il nome di Paolo II)
- Marco Barbo † (17 settembre 1464 - 18 marzo 1470 nominato patriarca di Aquileia)
- Giovanni Battista Zeno † (18 marzo 1470 - 8 maggio 1501 deceduto)
- Pietro Dandolo † (14 giugno 1501 - 20 ottobre 1507 nominato vescovo di Padova)
- Galeotto Franciotti della Rovere † (1507 - 11 settembre 1508 deceduto)
  - Sisto Gara della Rovere † (settembre 1508 - 11 giugno 1509 nominato vescovo di Padova) (amministratore apostolico)
- Francesco della Rovere † (luglio 1509 - 12 giugno 1514 nominato vescovo di Volterra)
- Francesco Soderini † (12 giugno 1514 - 14 marzo 1524 dimesso)
- Niccolò Ridolfi † (14 marzo 1524 - 31 gennaio 1550 deceduto)[37]
- Angelo Bragadin, O.P. † (17 marzo 1550 - 1560 deceduto)
- Giulio della Rovere † (13 settembre 1560 - 13 aprile 1565 dimesso)
- Matteo Priuli † (13 aprile 1565 - 1579 dimesso)
- Michele Priuli † (3 agosto 1579 - 1º agosto 1603 deceduto)
- Giovanni Dolfin † (24 novembre 1603 - 1606 dimesso)
- Dionisio Dolfin † (19 giugno 1606 - 1626 deceduto)
- Federico Corner † (7 settembre 1626 - 30 aprile 1629 nominato vescovo di Padova)
- Luca Stella † (24 novembre 1632 - 11 luglio 1639 nominato vescovo di Padova)
- Marcantonio Bragadin † (3 ottobre 1639 - 14 giugno 1655 dimesso)
- Giovanni Battista da Brescia † (14 ottobre 1655 - 23 novembre 1659 deceduto)
- Giuseppe Civran † (21 giugno 1660 - 17 maggio 1679 deceduto)
  - Sede vacante (1679-1684)
- Giambattista Rubini † (15 maggio 1684 - 25 marzo 1702 dimesso)
- Sebastiano Venier † (8 maggio 1702 - 22 gennaio 1738 deceduto)
- Antonio Maria Priuli † (19 dicembre 1738 - 6 aprile 1767 nominato vescovo di Padova)
- Marco Giuseppe Cornaro † (6 aprile 1767 - 3 febbraio 1779 deceduto)
- Luigi Maria Gabrieli † (12 luglio 1779 - 19 luglio 1785 deceduto)
- Pietro Marco Zaguri † (26 settembre 1785 - 12 settembre 1810 deceduto)
  - Sede vacante (1810-1818)
- Giuseppe Maria Peruzzi † (26 giugno 1818 - 25 novembre 1830 deceduto)
- Giovanni Giuseppe Cappellari † (2 luglio 1832 - 7 febbraio 1860 deceduto)
- San Giovanni Antonio Farina † (28 settembre 1860 - 4 marzo 1888 deceduto)
- Antonio Maria De Pol † (4 marzo 1888 - 4 luglio 1892 deceduto)
- Antonio Feruglio † (16 gennaio 1893 - 4 gennaio 1911 dimesso[38])
- Ferdinando Rodolfi † (14 febbraio 1911 - 12 gennaio 1943 deceduto)
- Carlo Zinato † (8 giugno 1943 - 11 settembre 1971 ritirato)
- Arnoldo Onisto † (11 settembre 1971 - 20 febbraio 1988 ritirato)
- Pietro Giacomo Nonis † (20 febbraio 1988 - 6 ottobre 2003 ritirato)
- Cesare Nosiglia (6 ottobre 2003 - 11 ottobre 2010 nominato arcivescovo di Torino)
- Beniamino Pizziol (16 aprile 2011 - 23 settembre 2022 ritirato)
- Giuliano Brugnotto, dal 23 settembre 2022

### Vescovo attuale
Giuliano Brugnotto (Carbonera, 7 novembre 1963), già vicario generale della Diocesi di Treviso, è stato eletto vescovo di Vicenza il 23 settembre 2022 da papa Francesco. Ha preso possesso canonico della diocesi l'11 dicembre, contestualmente alla sua ordinazione episcopale.

### Vescovo emerito
Beniamino Pizziol (Ca' Vio di Cavallino-Treporti, 15 giugno 1947), vescovo della diocesi berica per 11 anni, nel 2022 termina il suo ministero per raggiunti limiti di età. Fin da subito deciso a rimanere a Vicenza anche da vescovo emerito, attualmente presta il suo servizio sia in diocesi sia all'interno dell'unità pastorale di Brendola.

## Calendario liturgico proprio della diocesi
| Data        | Celebrazione |
| ----------- | --- |
| 20 ottobre  | Santa Maria Bertilla Boscardin, vergine - memoria |
| 27 ottobre  | Beato Bartolomeo da Breganze, vescovo vicentino - memoria                                                                                             |
| 26 novembre | Beata Gaetana Sterni, religiosa - memoria |
| 16 dicembre | Dedicazione della Cattedrale di Santa Maria Annunciata di Vicenza - festa (solennità in Cattedrale)                                                   |
| 8 gennaio   | San Lorenzo Giustiniani, vescovo |
| 9 gennaio   | Beata Eurosia Fabris Barban, madre di famiglia |
| 14 gennaio  | San Giovanni Antonio Farina, vescovo |
| 21 gennaio  | San Vincenzo di Saragozza, diacono e martire - compatrono della città di Vicenza e della Diocesi                                                      |
| 30 gennaio  | Beato Marco da Montegallo, religioso |
| 8 febbraio  | Santa Giuseppina Bakhita, vergine |
| 17 febbraio | Santi martiri concordiesi, martiri |
| 19 aprile   | Beato Isnardo da Chiampo, religioso |
| 23 aprile   | Sant'Adalberto, vescovo e martire |
| 27 aprile   | Beata Elisabetta Vendramini, vergine e fondatrice |
| 4 maggio    | San Floriano, martire |
| 13 maggio   | Santi Felice e Fortunato, martiri vicentini |
| 9 giugno    | Beata Giovanna Maria Bonomo, vergine |
| 2 luglio    | San Teobaldo, presbitero ed eremita |
| 9 luglio    | Beato Giovanni de Surdis, vescovo vicentino |
| 2 agosto    | San Pier Giuliano Eymard, presbitero |
| 7 agosto    | San Gaetano di Thiene, presbitero - compatrono della Diocesi                                                                                          |
| 25 agosto   | Beata Vergine Maria di Monte Berico, festa |
| 26 agosto   | Santi Leonzio e Carpoforo, martiri |
| 2 settembre | Beato Claudio Granzotto, religioso |
| 8 settembre | Natività della Beata Vergine Maria - Patrona principale della città di Vicenza e della Diocesi, sotto il titolo di Madonna di Monte Berico. solennità |

## Statistiche
La diocesi nel 2023 su una popolazione di 839.974 persone contava 769.000 battezzati, corrispondenti al 91,6% del totale.
| anno | popolazione | popolazione | popolazione | presbiteri | presbiteri | presbiteri | presbiteri                | diaconi | religiosi | religiosi | parrocchie |
| anno | battezzati  | totale      | %           | numero     | secolari   | regolari   | battezzati per presbitero | diaconi | uomini    | donne     | parrocchie |
| ---- | ----------- | ----------- | ----------- | ---------- | ---------- | ---------- | ------------------------- | ------- | --------- | --------- | ---------- |
| 1950 | 602.600     | 602.788     | 100,0       | 899        | 705        | 194        | 670                       |         | 325       | 2.238     | 307        |
| 1969 | 617.670     | 617.993     | 99,9        | 961        | 731        | 230        | 642                       | 7       | 381       | 2.747     | 345        |
| 1980 | 701.723     | 703.129     | 99,8        | 971        | 725        | 246        | 722                       | 10      | 399       | 2.852     | 349        |
| 1990 | 737.820     | 739.501     | 99,8        | 927        | 687        | 240        | 795                       | 24      | 409       | 2.290     | 354        |
| 1999 | 753.409     | 764.924     | 98,5        | 852        | 613        | 239        | 884                       | 21      | 318       | 2.257     | 354        |
| 2000 | 753.474     | 766.118     | 98,3        | 842        | 600        | 242        | 894                       | 21      | 318       | 2.289     | 354        |
| 2001 | 754.069     | 768.464     | 98,1        | 815        | 586        | 229        | 925                       | 26      | 286       | 2.502     | 354        |
| 2002 | 753.045     | 768.391     | 98,0        | 828        | 594        | 234        | 909                       | 26      | 289       | 2.235     | 354        |
| 2003 | 753.150     | 768.928     | 97,9        | 798        | 589        | 209        | 943                       | 33      | 262       | 1.809     | 354        |
| 2004 | 753.556     | 769.817     | 97,9        | 794        | 580        | 214        | 949                       | 32      | 295       | 2.162     | 354        |
| 2010 | 790.848     | 855.608     | 92,4        | 732        | 533        | 199        | 1.080                     | 38      | 261       | 1.825     | 354        |
| 2014 | 787.000     | 853.394     | 92,2        | 683        | 489        | 194        | 1.152                     | 41      | 253       | 1.658     | 354        |
| 2017 | 780.143     | 849.074     | 91,9        | 656        | 465        | 191        | 1.189                     | 43      | 240       | 1.499     | 355        |
| 2020 | 776.068     | 848.162     | 91,5        | 593        | 421        | 172        | 1.308                     | 46      | 213       | 1.300     | 355        |
| 2022 | 768.000     | 839.380     | 91,5        | 541        | 389        | 152        | 1.419                     | 50      | 187       | 1.153     | 355        |
| 2023 | 769.000     | 839.974     | 91,6        | 538        | 386        | 152        | 1.429                     | 51      | 193       | 1.139     | 355        |